# Rubus ripuaricus
Rubus ripuaricus är en rosväxtart som beskrevs av G. Matzke-hajek. Rubus ripuaricus ingår i släktet rubusar, och familjen rosväxter. Inga underarter finns listade i Catalogue of Life.